# Куроподібні
Куроподібні (Galliformes) — ряд птахів. Містить близько 250—270 видів, що поширені у всьому світі.

## Поширення
Куроподібні — типові виводкові птахи, поширені на всіх материках, крім Антарктиди.
До них належить свійська курка (найпоширеніший птах у світі). Заради м'яса і яєць виведено багато різноманітних порід курей. У лісах на півночі України поширені тетерук і глухар. Степи й поля нашої країни населяють сіра куріпка та перепілка.
Викопні рештки куроподібних відомі з еоцену.

## Опис
До куроподібних належать наземні та деревні рослиноїдні птахи з відносно короткими заокругленими крилами та сильними лапами. Птахи завдовжки 12—125 см, вага — від 45 г до 10 кг. Дзьоб широкий, конічний; ноги сильні, чотирипалі з міцними кігтями; крила короткі, широкі; оперення щільне, різноманітного забарвлення, у багатьох видів добре виражений статевий диморфізм. Характерною є грудна кістка з двома парами глибоких вирізок на задньому краї; воло чітко відмежоване від стравоходу.

## Спосіб життя
Куроподібні населяють різноманітні ландшафти: тундру, ліси, степи, гори, напівпустелі. Осілі, частково кочівні або перелітні птахи. Переважно полігамні птахи, іноді утворюють пари. Гніздо будують на землі, кладку з 5—22 яєць насиджують 12—28 діб. Виводкові птахи. Живляться взимку рослинною (хвоя, насіння, бруньки), влітку також і тваринною їжею (комахи та ін. безхребетні).

## Класифікація
Куроподібні включають 5 родин:
- Краксові (Cracidae)
- Великоногові (Megapodiidae)
- Цесаркові (Numididae)
- Токрові (Odontophoridae)
- Фазанові (Phasianidae)

### Викопні таксони
- †Archaeophasianus Lambrecht 1933
- †Argillipes Harrison & Walker 1977
- †Austinornis Clarke 2004
- †Chambiortyx Mourer-Chauviré et al. 2013
- †Coturnipes Harrison & Walker 1977
- †Linquornis Yeh 1980
- †Namaortyx Mourer-Chauviré, Pickford & 2011
- †Palaeorallus alienus Kuročkin 1968 nomen dubium
- †Sobniogallus Tomek et al. 2014
- †Tristraguloolithus Zelenitsky, Hills & Curri 1996
- †Procrax Tordoff & Macdonald 1957
- †Paleophasianus Wetmore 1940
- †Taoperdix Milne-Edwards 1869
- Родина †Paraortygidae Mourer-Chauviré 1992
- Родина †Quercymegapodiidae Mourer-Chauviré 1992